# Síugró csapatverseny nagysáncon az 1988. évi téli olimpiai játékokon
Az 1988. évi téli olimpiai játékokon a síugrás csapatversenyét nagysáncon február 24-én rendezték. Az aranyérmet a finn csapat nyerte meg. A versenyszámban nem vett részt magyar csapat.
Ez a versenyszám először szerepelt a téli olimpia programjában. A nagysánc ekkor még a 90 méteres sáncot jelentette.

## Eredmények
A verseny két sorozatból állt. Sorozatonként a három legjobb pontszámot vették figyelembe, ezek összege határozta meg a végső sorrendet.
A távolságok eredményei méterben értendők. A figyelembe nem vett pontszámok zárójelben olvashatóak.
| Helyezés | Csapat                                                                                           | 1. ugrás                | 1. ugrás                      | 2. ugrás                | 2. ugrás                       | Összesítés (pont) |
| Helyezés | Csapat                                                                                           | Táv.                    | Pont                          | Táv.                    | Pont                           | Összesítés (pont) |
| -------- | ------------------------------------------------------------------------------------------------ | ----------------------- | ----------------------------- | ----------------------- | ------------------------------ | ----------------- |
| Arany    | Finnország (FIN) · Ari-Pekka Nikkola · Matti Nykänen · Tuomo Ylipulli · Jari Puikkonen           | 110,5 115,5 105,5 104,0 | 320,3 106,6 114,6 99,1 (95,0) | 108,5 114,5 102,0 105,5 | 314,1 101,3 114,2 (93,2) 98,6  | 634,4             |
| Ezüst    | Jugoszlávia (YUG) · Primož Ulaga · Matjaž Zupan · Matjaž Debelak · Miran Tepeš                   | 102,0 109,5 110,5 103,0 | 308,9 (92,7) 106,7 104,1 98,1 | 110,0 108,5 110,0 102,0 | 316,6 108,4 104,8 103,4 (94,7) | 625,5             |
| Bronz    | Norvégia (NOR) · Ole Christian Eidhammer · Jon Inge Kjørum · Ole Gunnar Fidjestøl · Erik Johnsen | 102,0 78,0 104,5 109,5  | 295,6 94,2 (39,1) 93,2 108,2  | 96,5 101,0 107,0 111,5  | 300,5 (83,0) 89,3 100,7 110,5  | 596,1             |
| 4.       | Csehszlovákia (TCH) · Ladislav Dluhoš · Jiří Malec · Pavel Ploc · Jiří Parma                     | 100,5 109,5 106,0 103,0 | 296,1 (87,1) 103,7 97,3 95,1  | 96,0 102,0 111,0 102,0  | 290,7 (78,3) 89,7 106,8 94,2   | 586,8             |
| 5.       | Ausztria (AUT) · Ernst Vettori · Heinz Kuttin · Günther Stranner · Andreas Felder                | 102,0 104,0 106,5 102,0 | 287,2 94,7 93,0 99,5 (90,7)   | 101,0 108,5 106,0 98,0  | 290,4 91,3 100,3 98,8 (85,6)   | 577,6             |
| 6.       | NSZK (FRG) · Andi Bauer · Peter Rohwein · Thomas Klauser · Josef Heumann                         | 98,5 102,0 105,0 102,0  | 277,8 (84,8) 90,2 97,4 90,2   | 101,0 98,0 107,0 102,0  | 281,2 90,3 (84,1) 100,2 90,7   | 559,0             |
| 7.       | Svédország (SWE) · Per-Inge Tällberg · Anders Daun · Jan Boklöv · Staffan Tällberg               | 102,0 99,0 101,5 99,0   | 268,2 92,2 (85,5) 88,5 87,5   | 91,0 102,0 103,0 102,0  | 271,5 (69,3) 88,7 91,6 91,2    | 539,7             |
| 8.       | Svájc (SUI) · Gérard Balanche · Christoph Lehmann · Fabrice Piazzini · Christian Hauswirth       | 100,0 95,0 98,0 101,0   | 258,3 87,4 (73,9) 81,6 89,3   | 100,5 98,5 99,0 99,5    | 257,8 87,6 (82,8) 84,5 85,7    | 516,1             |
| 9.       | Kanada (CAN) · Horst Bulau · Steve Collins · Todd Gillman · Ron Richards                         | 100,0 98,0 89,0 96,0    | 249,8 87,9 83,1 (67,0) 78,8   | 102,0 95,0 91,5 96,0    | 247,4 91,2 76,9 (71,5) 79,3    | 497,2             |
| 10.      | Egyesült Államok (USA) · Ted Langlois · Mark Konopacke · Dennis McGrane · Mike Holland           | 88,0 96,0 107,0         | 259,3 (63,6) 78,3 81,3 99,7   | 90,0 94,0 92,0 101,0    | 237,5 (68,9) 73,5 74,2 89,8    | 496,8             |
| 11.      | Japán (JPN) · Tao Kacusi · Tanaka Sinicsi · Nagaoka Maszaru · Szató Akira                        | 88,0 90,0 98,0 99,0     | 231,5 (62,1) 67,4 81,6 82,5   | 93,0 91,5 95,0 99,0     | 236,5 72,6 (68,5) 75,4 88,5    | 468,0             |